# Josef Schuster

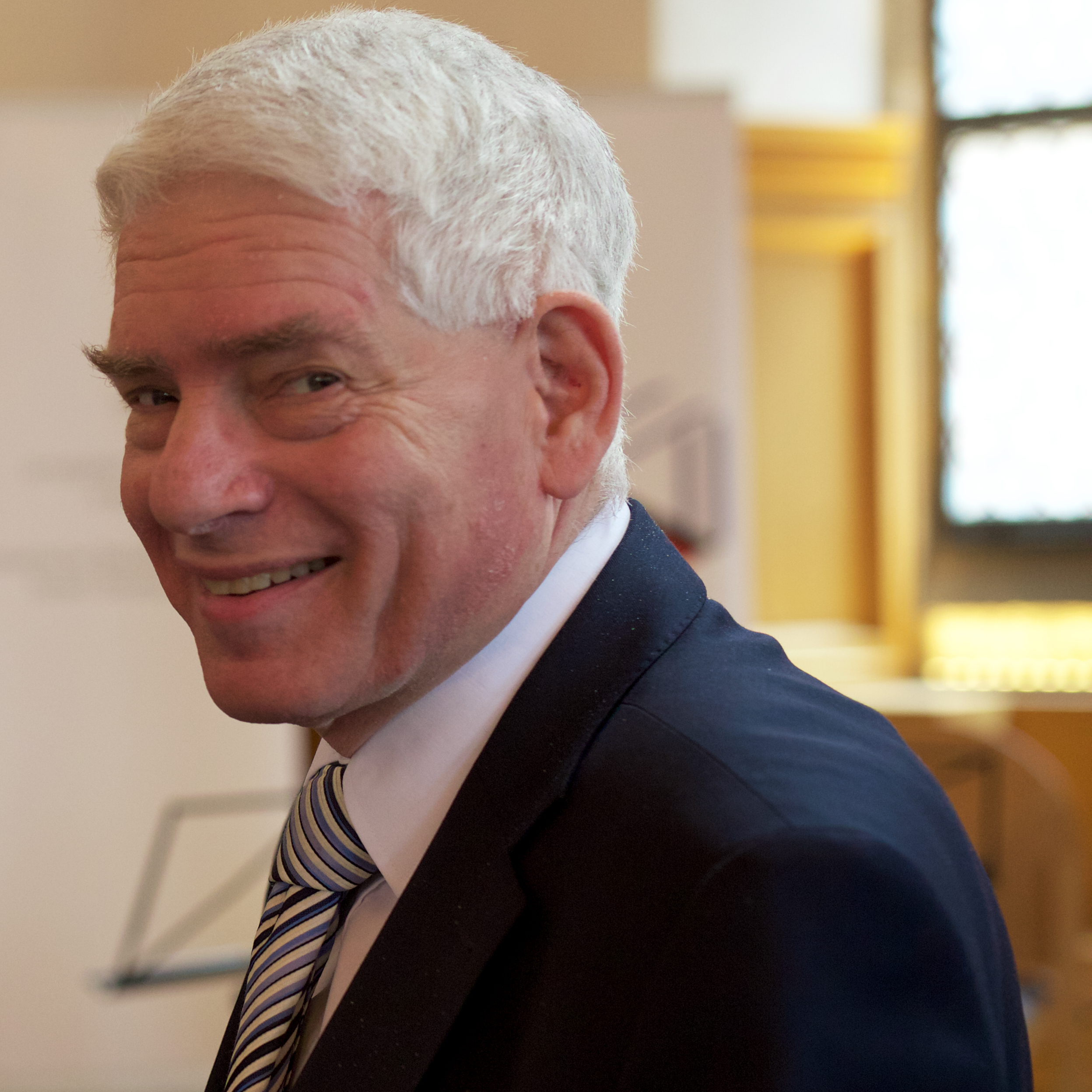
Josef Schuster

Josef Schuster, född 20 mars 1954, är en tysk-israelisk läkare som sedan november 2014 är ordförande för judarnas centralråd i Tyskland.

## Biografi
Josef Schuster föddes 1954 i Haifa, Israel. Hans far David Schuster, vars släkt hade bott i Franken åtminstone sedan 1500-talet, var en köpman som flydde till Brittiska Palestinamandatet 1938. Båda morföräldrarna mördades i koncentrationslägret Auschwitz. Hans familj återvände till Tyskland 1956 där Schuster gick i skolan i Würzburg och studerade medicin vid Julius-Maximilians-Universität Würzburg. Han blev specialist i internmedicin efter att ha utbildat sig vid Juliusspital.
Schuster är även volontär som akutläkare för den bayerska sektionen av tyska Röda Korset.

## Positioner i judiska organisationer
1998 blev Schuster president för det judiska samfundet i Würzburg, en position som hans far hade haft mellan 1958 och 1996. Fyra år senare valdes han till ordförande för judiska församlingen i Bayern. 2014 blev han ordförande för judarnas centralråd i Tyskland.

## Skrifter
- Zur Sterblichkeit jüdischer und nichtjüdischer Säuglinge . Avhandling Würzburg, universitetet, 1980.